# Von der Linde
von der Linde är en svensk adelsätt, nummer 179, friherrlig nummer 38. Stamfadern till denna ätt, Lorenz Ericsson, kom till Sverige från Nederländerna på Karl IX:s tid. Han blev handelsman och avled i Stockholm 1611. Hans son Erik Larsson adlades von der Linde och var far till Lorenz von der Linde.

## Personer med namnet
- Anna von der Linde (död 1679), amma till blivande drottning Kristina
- Erik Larsson von der Linde (död 1636), ämbetsman, adlad
- Lorens von der Linde (1610–1670), fätmarskalk, friherre

## Vdare läsning
Text från Gustaf Elgenstierna: Den introducerade svenska adelns ättartavlor 19925–1936: 
- Von der Linde nr 189 i Adelsvapen-wiki. Adliga ätten.
- Von der Linde nr 38 i Adelsvapen-wiki. Friherrliga ätten.